# Tolgóiek
Tolgóiek (en rus Толгоек) és un poble de la República de l'Altai, a Rússia. El 2016 tenia 153 habitants. Tolgóiek es troba a la vall del riu Katun, a 12 km al sud-est de Txemal, la seu administrativa de la província.